# Championnats d'Europe de patinage artistique 1934
Navigation
Édition précédente Édition suivante
Les championnats d'Europe de patinage artistique 1934 ont lieu à Seefeld in Tirol en Autriche pour les Messieurs et Prague en Tchécoslovaquie pour les Dames et les Couples.
Pour la première fois, dix couples artistiques participent aux championnats européens. 
L’américaine Maribel Vinson participe au concours individuel féminin.

## Qualifications
Les patineurs sont éligibles à l'épreuve s'ils représentent une nation européenne membre de l'Union internationale de patinage (International Skating Union en anglais). Les fédérations nationales sélectionnent leurs patineurs en fonction de leurs propres critères.

## Podiums
| Épreuves                      | Or                             | Argent                 | Bronze                             |
| ----------------------------- | ------------------------------ | ---------------------- | ---------------------------------- |
| Messieurs résultats détaillés | Karl Schäfer                   | Dénes Pataky           | Elemér Terták                      |
| Dames résultats détaillés     | Sonja Henie                    | Liselotte Landbeck     | Maribel Vinson                     |
| Couples résultats détaillés   | Emília Rotter / László Szollás | Idi Papez / Karl Zwack | Zofia Bilorówna / Tadeusz Kowalski |

## Tableau des médailles
| Rang  | Nation     | Or | Argent | Bronze | Total |
| ----- | ---------- | -- | ------ | ------ | ----- |
| 1     | Autriche   | 1  | 2      | 0      | 3     |
| 2     | Hongrie    | 1  | 1      | 1      | 3     |
| 3     | Norvège    | 1  | 0      | 0      | 1     |
| 4     | États-Unis | 0  | 0      | 1      | 1     |
| 4     | Pologne    | 0  | 0      | 1      | 1     |
| Total | Total      | 3  | 3      | 3      | 9     |

## Détails des compétitions

### Messieurs
| Rang | Nom               | Nation          | Places | Points | Fig. impo. | Prog. libre |
| ---- | ----------------- | --------------- | ------ | ------ | ---------- | ----------- |
| 1    | Karl Schäfer      | Autriche        |        |        |            |             |
| 2    | Dénes Pataky      | Hongrie         | 14     | 323.84 |            |             |
| 3    | Elemér Terták     | Hongrie         | 22     | 307.62 |            |             |
| 4    | Leopold Linhart   | Autriche        |        |        |            |             |
| 5    | Erich Erdös       | Autriche        |        |        |            |             |
| 6    | Jack Dunn         | Royaume-Uni     |        |        |            |             |
| 7    | Felix Kaspar      | Autriche        |        |        |            |             |
| 8    | Ferenc Kertesz    | Hongrie         |        |        |            |             |
| 9    | Vladimir Koudelka | Tchécoslovaquie |        |        |            |             |
| 10   | Erwin Keller      | Suisse          |        |        |            |             |
| 11   | Jean Henrion      | France          |        |        |            |             |
| 12   | Josef Bernhauser  | Autriche        |        |        |            |             |
| 13   | Rudolf Zettelmann | Autriche        |        |        |            |             |

### Dames
| Rang | Nom                    | Nation          | Places | Points | Fig. impo. | Prog. libre |
| ---- | ---------------------- | --------------- | ------ | ------ | ---------- | ----------- |
| 1    | Sonja Henie            | Norvège         |        |        |            |             |
| 2    | Liselotte Landbeck     | Autriche        |        |        |            |             |
| 3    | Maribel Vinson         | États-Unis      |        |        |            |             |
| 4    | Megan Taylor           | Royaume-Uni     |        |        |            |             |
| 5    | Grete Lainer           | Autriche        |        |        |            |             |
| 6    | Nanna Egedius          | Norvège         |        |        |            |             |
| 7    | Yvonne de Ligne-Geurts | Belgique        |        |        |            |             |
| 8    | Esther Bornstein       | Danemark        |        |        |            |             |
| 9    | Mollie Phillips        | Royaume-Uni     |        |        |            |             |
| 10   | Fritzi Metzner         | Tchécoslovaquie |        |        |            |             |

### Couples
| Rang | Nom                                   | Nation          | Places | Points |
| ---- | ------------------------------------- | --------------- | ------ | ------ |
| 1    | Emília Rotter / László Szollás        | Hongrie         | 7      | 11.12  |
| 2    | Idi Papez / Karl Zwack                | Autriche        |        |        |
| 3    | Zofia Bilorówna / Tadeusz Kowalski    | Pologne         |        |        |
| 4    | Lucy Gallo / Resző Dillinger          | Hongrie         | 22     | 10.26  |
| 5    | Herta Baumgartner / Rolf Stillebacher | Autriche        |        |        |
| 6    | Traute Jager / Fritz Lesk             | Tchécoslovaquie |        |        |
| 7    | Irma Tymcic / Alfred Eisenbeisser     | Roumanie        |        |        |
| 8    | Netty Eisenbeiss / Karl Friedel       | Tchécoslovaquie |        |        |
| 9    | Hildegarde Schwarz / Eduards Goschel  | Lettonie        |        |        |
| 10   | Libusa Vesela / Vojtech Vesely        | Tchécoslovaquie |        |        |